# 국기 및 국가에 관한 법률

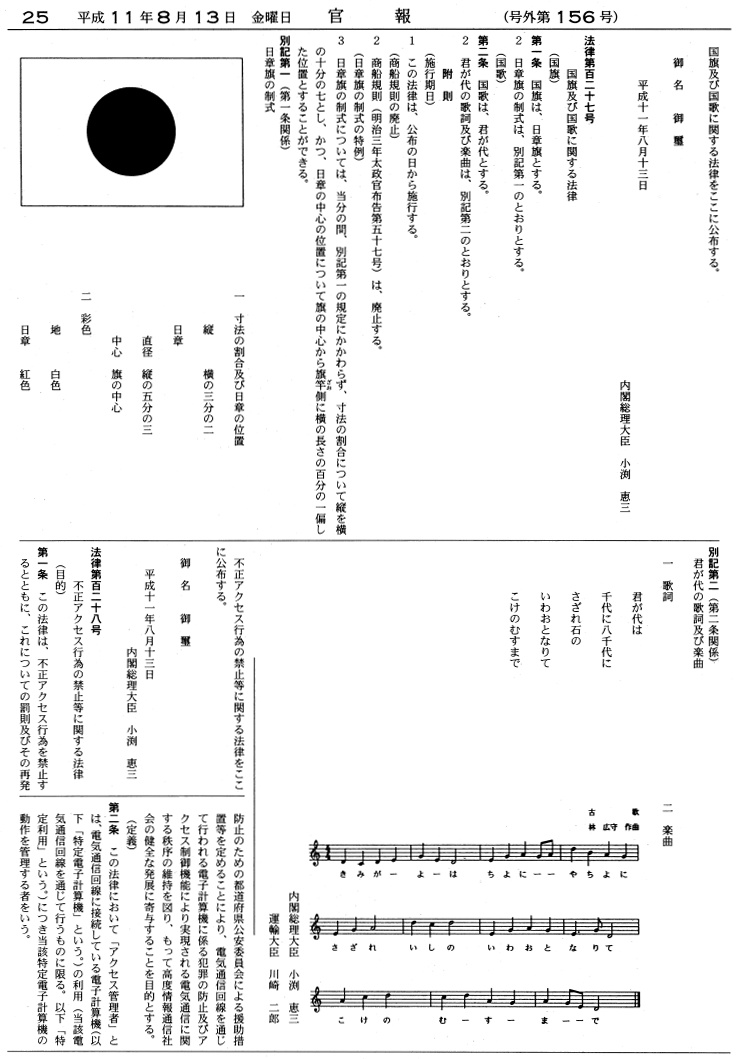
1999년 8월 13일에 발행된 일본의 관보에 게재된 《국기 및 국가에 관한 법률》

《국기 및 국가에 관한 법률》(일본어: 国旗及び国歌に関する法律 곳키 오요비 곳카니 칸스루 호리쓰[*]), 약칭 《국기국가법》(国旗国歌法)은 일본의 국기와 국가를 제정한 법률이다. 1999년 8월 13일에 해당 법이 제정되기 이전까지 일본에서는 공식적인 국기나 국가가 없었다. 히노마루(日の丸) 또는 일장기(日章旗 닛쇼키[*])는 1870년부터 비공식적으로 일본을 대표하는 국기로 사용되었다. 기미가요(君が代)는 1880년부터 일본의 사실상 국가로 사용되었다.
일본 제국이 제2차 세계 대전에서 패배한 이후에 히노마루와 기미가요를 일본의 공식적인 상징으로 제정하자는 제안이 있었다. 그러나 1974년에 히노마루와 기미가요를 공식으로 제정하는 법률을 제정하려던 계획은 일본 군국주의와 관련이 있다고 주장한 일본교직원조합의 반대로 인하여 무산되었다. 1999년에 히로시마현의 한 학교 교장이 교내 의식에서 국기와 국가 사용을 허용하는 문제로 인해 자살한 사건이 일어나면서 일본에서는 법률 제정을 통해 히노마루와 기미가요를 공식적인 상징으로 지정하자는 의견이 나왔다.
이 법은 1999년 8월 9일 일본 국회의 표결을 거쳐 통과되었으며, 1999년 8월 13일에 《헤이세이(平成) 11년(1999년) 법률 제127호》로 공포, 시행되었다. 1990년대 일본 국회에서 통과된 법 가운데 가장 논란이 많은 법으로 여겨졌으며, 법 제정을 둘러싼 논란은 야당인 민주당 지도부의 분열과 여당인 자유민주당과 연립정부 참여 정당의 단결로 나타났다.
법안의 통과에 대해서도 반응이 엇갈렸는데 1999년은 일본에서 아키히토 천황 즉위 10주년을 맞이하는 해였기 때문이다. 일본 내 여론에서는 법안 통과를 환영한다는 입장을 표명하는가 하면, 이것이 민족주의 감정과 문화를 회복하는 방향으로의 전환이라 보았다. 또한 제2차 세계 대전 당시 일본 제국의 지배를 받았던 몇몇 나라에서는 이 법이 군사 문제, 야스쿠니 신사에 관련된 논란과 함께 일본의 우경화에 따른 변화로 받아들였다. 이 법을 계기로 내려진 규정과 정부 시행령, 특히 도쿄도 교육위원회가 내린 법령도 일본국 헌법에 위배된다는 시민단체의 소송으로 이어졌다.

## 법 내용
《국기 및 국가에 관한 법률》은 일장기를 일본의 국기로, 기미가요를 일본의 국가로 각각 정했다. 부칙에는 국기 제작에 대한 규격, 기미가요의 가사·악보가 수록되어 있다. 이 법은 2가지 상징의 사용이나 취급에 대한 어떠한 규정을 두지 않았으며 이로 인해 다른 국가 및 도도부현 기관, 정부 부처에서 자체 규정을 제정했다. 국기와 국가에 대한 존중 의무나 사용에 관한 규칙, 벌칙 조항은 법안에 포함되지 않았는데 이는 해당 법안이 국회에서 통과될 만큼 충분한 지지를 얻기 위한 일본 정계의 불가피한 판단이었다.

### 국기에 관한 규정

일본의 국기를 구성하는 요소의 배치 및 크기 비율을 보여주는 다이어그램

국기의 도면과 제작 세부 사항은 부칙 제1조에 나와 있다. 국기의 전체 가로세로 비율은 3:2이다. 빨간색 동그라미는 국기의 정중앙에 있고 지름은 국기 높이의 3/5이다. 그러나 1999년 제정된 법률은 전체 가로세로 비율이 10:7이고 빨간색 동그라미가 국기 길이의 1/100만큼 중앙에서 벗어나게 한다고 규정한 1870년 《태정관포고》 제57호에 명시된 국기를 계속 사용하고 제작하도록 허용했다. 국기의 배경은 하얀색, 동그라미는 빨간색이지만 정확한 색조는 1999년 법률에 정의되어 있지 않다. 일본 정부의 추가 설명에서는 빨간색이 어두운 색 계열이라고만 언급됐다. 2008년 일본 방위성에서 발행한 명세서는 국기의 빨간색 음영을 정의했다. 국회의 법안 심의 과정에서는 밝은 빨간색(赤色 아카이로[*]) 음영을 사용하거나 일본 산업 규격의 색상 풀에서 선택하라는 제안이 있었다.

### 국가에 관한 규정
국가의 가사와 기보법은 부칙 제2조에 제시되어 있다. 법률의 본문은 작사 및 작곡에 있어서 특정 인물을 명시하고 있지 않지만 기보법은 하야시 히로모리의 편곡을 따르고 있다. 그러나 오쿠 요시사, 하야시 아키모리(하야시 히로모리의 아들)가 작곡한 것으로 보인다. 일본 황실의 감독관이자 수석 음악가로 활동했던 하야시 히로모리는 이 곡의 작곡가에 자신의 이름을 올렸다. 그 후 프란츠 에케르트의 손을 거쳐 서양식 하모니가 되었고 1880년부터 사용되었다. 악보의 가사는 히라가나로 되어 있고 보컬 편곡에는 템포에 대한 언급이 없다. 국가는 공통적으로 4/4 박자에 따른 도리아 기법에 따라 연주된다.

## 1999년 이전까지의 히노마루와 기미가요
히노마루는 15세기부터 16세기 사이에 이르는 센고쿠 시대에 군기로 널리 사용되었다. 히노마루는 메이지 유신이 진행 중이던 1870년 2월 27일(메이지 3년 음력 1월 27일)에 《태정관포고》 제57호에 의해 국기로 공식 채택되었다. 히노마루는 1870년부터 1885년까지 법적으로 일본의 국기로 사용되었으나 1885년부터 1999년까지는 일본 내각의 근대화와 함께 이전의 《태정관포고》가 모두 폐지되었기 때문에 국기를 지정하지 않았다. 그럼에도 불구하고 일본의 일부 군기는 히노마루의 디자인을 기반으로 하고 있다. 히노마루는 일본에서 다른 기를 디자인하기 위한 근원으로 사용되었고 제2차 세계 대전 이후에 있었던 미국의 일본 점령 시기에는 사용이 크게 제한되었다.
기미가요는 길이가 11마디, 32글자로 세계에서 길이가 가장 짧은 국가 가운데 하나에 속한다. 가사는 헤이안 시대(794년 ~ 1185년)에 쓰여진 와카 시를 기반으로 하고 메이지 시대(1868년 ~ 1912년)에 작곡된 멜로디에 따라 부른다. 아일랜드 출신 군악대 지휘관이었던 존 윌리엄 펜턴은 1869년 당시에 일본에 국가가 없었다는 사실을 알고 사쓰마번 출신의 육군 장교인 오야마 이와오에게 국가를 만들 것을 제안했다. 오야마는 이에 동의하고 가사를 정했다.
가사 자체는 펜턴의 영향을 받았는데, 영국의 국가인 《하느님, 국왕(여왕) 폐하를 지켜 주소서》와 유사했던 것이 채택 이유로 추정된다. 오야마는 가사를 채택한 뒤 펜턴에게 멜로디를 만들어 달라고 부탁했다. 그러나 펜턴이 작곡한 최초의 기미가요는 가락이 "엄숙함을 잃었다"는 지적을 받고 폐기되었다. 1880년 일본 궁내청에서 현재의 기미가요를 채택하였고 1888년에는 일본 정부가 기미가요를 국가로 공식 채택하였다. 1893년 당시 일본 문부성의 노력으로 기미가요는 공립학교의 교육 과정에 편입되었다. 미국의 일본 점령기에는 일본 정부의 기미가요 사용을 제한하라는 연합군 최고사령부의 지시가 없었다. 그러나 전쟁 이후에 공식 행사에서는 기미가요는 악곡만이 연주되었고 가사는 불리지 않았다.

## 법안의 배경
1999년 2월 28일 일본 히로시마현 세라군에 위치한 히로시마 현립 세라 고등학교(広島県立世羅高等学校)의 교장이었던 이시카와 도시히로(石川 敏浩)가 졸업식에서 히노마루 게양과 기미가요 제창을 허용하는 문제를 놓고 학교 이사회와 교사들 사이에 일어난 분쟁을 해결하지 못하고 자살한 사건이 법안의 발의 배경이 되었다. 히로시마현 학교 이사회는 각 학교 교장에게 모든 학교 행사에서 히노마루를 게양하고 기미가요를 제창해야 한다고 결정했지만 세라 고등학교의 교사들은 이를 격렬하게 반대했다. 특히 이시카와 교장은 기미가요 제창 문제에 대해 교사의 지지를 얻지 못하자 졸업식 전날에 스스로 목숨을 끊었다. 세라 고등학교는 1999년 3월 1일에 열린 졸업식에서 기미가요 제창 의식을 생략한 채로 진행했는데 해당 학교의 교사들은 이시카와 교장 자살 사건의 계기가 된 히로시마현 학교 이사회의 결정을 강하게 비판했다.
이 사건은 자유민주당의 오부치 게이조 내각총리대신에게 히노마루와 기미가요를 일본의 공식 상징으로 지정하는 법안을 마련하는 기폭제가 되었다. 특히 노나카 히로무 내각관방장관은 1999년 3월 2일에 열린 기자 회견에서 "학교 행사에서 국기 게양과 및 국가 제창을 허용하는 문제는 학교장의 지도만으로 해결되어서는 안 되며 내각 차원에서의 법제화가 필요하다."라고 지적했다. 오부치 총리는 원래 2000년까지 법안을 제정하기를 원했으나 노나카 내각관방장관은 아키히토 천황 즉위 10주년이 되는 1999년 11월까지 법안이 제정되기를 원했다. 1999년 6월 11일에는 일본 정부가 《국기 및 국가에 관한 법률안》을 국회에 제출했다.
일본에서 히노마루와 기미가요를 공식 상징으로 하는 법안이 발의된 것은 이번이 처음이 아니었다. 1972년 오키나와현이 일본에 반환되고 1973년 석유 파동이 일어난 이후에 당시 일본의 총리였던 다나카 가쿠에이는 1974년 2가지 국가 상징의 사용을 법제화하는 법을 통과시킬 것을 내비쳤는데, 이는 보수주의 성향의 유권자들에게 부분적으로 자신의 인기를 높이기 위한 조치였다. 그러나 일본교직원조합은 당시 다나카 총리의 제안에 대해 국가가 "천황 숭배를 암시하는 것"이고 전쟁 이전의 군국주의와의 연관성으로 여겨졌기 때문에 사용을 반대했다. 당시 일본의 문해율은 99%였지만 많은 학생들이 기미가요가 무엇인지, 어떻게 부르는지도 알지 못했다. 다나카 총리는 학교에서 기미가요를 가르치고 연주하도록 지시하는 것 이외에도 학생들이 매일 아침에 국기를 게양하고 1890년 메이지 천황에 의해 공표된 교육에 관한 칙어를 낭독할 것을 추진했다. 그러나 다나카 총리의 제안은 일본 국회를 통과하는데 실패했다.

## 정당별 입장

### 찬성
일본의 주요 보수 정당인 자유민주당과 자유당은 1999년판 법안을 가장 많이 지지했다. 그해 6월 모리 요시로 자유민주당 총무는 일본 국민 다수가 히노마루와 기미가요를 모두 국가 상징으로 받아들이고 있다고 주장했다. 자유당의 오자와 이치로 총재도 같은 주장을 반복하며 국회가 달리 결론을 내릴 수 없다고 판단했다. 공명당은 처음에는 이 법안에 대해 신중한 입장을 보였다. 비록 지도부 가운데 일부는 2가지 상징이 국민들에 의해 받아들여진다는 것을 인정했지만 그들은 그러한 견해를 법률로 제정하는 것은 일본국 헌법에 위배될 수 있다고 생각했다. 공명당은 결국 자유민주당과의 연립정부를 구성하는 조건으로 법안을 지지했다.

### 반대
사회민주당과 일본공산당은 히노마루와 기미가요의 의미가 전쟁 시대와 관련되어 있고 대중에게 국민투표로 이러한 문제를 해결할 수 있는 선택권이 주어지지 않았다는 이유로 법안에 반대했다. 일본공산당 위원장은 당이 민주적이고 평화로운 일본을 대표하는 새로운 상징을 선호할 것이라고 밝혔다. 1994년에는 일본사회당(사회민주당의 전신)의 무라야마 도미이치 총리가 자유민주당의 지지를 받는 조건으로 히노마루와 기미가요를 일본의 상징으로 받아들였다.

### 민주당
당시 민주당 총재였던 간 나오토는 히노마루와 기미가요 모두 이미 일본의 상징으로 인식되었기 때문에 법안을 지지해야 한다고 말했다. 반면 당시 민주당 사무차장이었던 하토야마 유키오는 법안이 학교 관계자들에게 더 많은 논란을 불러 일으키고 국기와 국가를 반대하는 좌파 단체의 격렬한 반대에 부딪힐 것이라고 보았다. 민주당은 히노마루를 국기로 지정하는 법안을 개정했지만 기미가요에 특별한 지위를 부여하지는 않았다. 민주당은 1999년 7월 16일에 수정안을 발표하기로 결정했는데 부결시 당원들이 자유롭게 투표할 수 있도록 하였다. 다른 단체들은 정부의 법안에 반대하는 법안을 발표했지만 모두 법안에 대한 본 투표가 실시되기 이전에 부결되었다.

## 여론
참의원 투표 1주일 전에 일본의 영어 신문인 재팬 타임스는 도쿄도, 오사카시, 히로시마시에서 여론 조사를 실시했다. 대략 10명 가운데 9명이 히노마루를 국기로 정하는 것을 지지했고 10명 가운데 6명을 기미가요를 국가로 정하는 것을 지지했다. 전체적으로 약 46%가 법안에 찬성했다. 찬성 응답자는 히노마루를 일본의 국기로 정해야 하며, 그러한 역사를 가르쳐야 한다고 답했다. 반면 기미가요가 현대 일본을 상징하는 국가로 부적절하다고 응답한 부류도 존재했고, 기미가요 대신 《사쿠라 사쿠라》라는 가곡을 사용할 것을 제안한 응답도 있었다. 또한 기미가요의 멜로디를 유지하는 대신에 가사를 대체하자는 제안도 있었다.
1999년 3월에 요미우리 신문, 1999년 7월에 일본 여론 조사 협의회가 각각 실시한 여론 조사는 재팬 타임스의 여론 조사와 다른 결과를 내놓았다. 이시카와 도시히로의 자살 이후에 61%가 일본의 국가 상징으로 국기는 히노마루, 국가는 기미가요로 정해야 한다고 응답했다. 또한 64%는 교내 의식에서 2가지 상징을 모두 사용하는 것이 바람직하다고 응답했으며 2가지 상징을 모두 법률로 정해야 한다고 응답했다. 일본 여론 조사 위원회의 여론 조사도 비슷한 결과를 보여주었는데 68%는 히노마루와 기미가요가 일본의 상징이라고 응답했고 71%는 국회의 법률 제정을 지지했다. 두 여론 조사 모두 응답자가 2,000명에 약간 못 미쳤다. 기미가요보다 히노마루에 대한 지지가 15% 더 많았으며 기미가요의 가사는 천황과 직결되었다. 두 여론 조사는 또한 기성 세대는 상징물에 대한 애착이 더 큰 반면 젊은 세대는 부정적인 감정을 더 많이 보였다.

## 투표
일본 국회의 하원인 중의원은 1999년 7월 22일에 본 법안을 찬성 403표, 반대 86표로 통과시켰다. 7월 28일에는 일본 국회의 상원인 참의원에 제출되었고 8월 9일에 찬성 166표, 반대 71표로 통과되었다. 1999년 8월 13일에 법안이 시행되었다.
| 중의원 투표 결과 | 중의원 투표 결과 | 중의원 투표 결과 | 중의원 투표 결과 | 중의원 투표 결과 | 중의원 투표 결과 |
| 정당             | 찬성             | 반대             | 기권             | 불참             | 합계             |
| ---------------- | ---------------- | ---------------- | ---------------- | ---------------- | ---------------- |
| 민주당           | 45               | 46               | 0                | 1                | 92               |
| 자유민주당       | 260              | 0                | 0                | 0                | 260              |
| 공명당           | 52               | 0                | 0                | 0                | 52               |
| 자유당           | 38               | 0                | 0                | 1                | 39               |
| 일본공산당       | 0                | 26               | 0                | 0                | 26               |
| 사회민주당       | 0                | 14               | 0                | 0                | 14               |
| 무소속           | 8                | 0                | 0                | 8                | 16               |
| 합계             | 403              | 86               | 0                | 10               | 499              |

| 참의원 투표 결과 | 참의원 투표 결과 | 참의원 투표 결과 | 참의원 투표 결과 | 참의원 투표 결과 | 참의원 투표 결과 |
| 정당             | 찬성             | 반대             | 기권             | 불참             | 합계             |
| ---------------- | ---------------- | ---------------- | ---------------- | ---------------- | ---------------- |
| 민주당           | 20               | 31               | 5                | 0                | 56               |
| 자유민주당       | 101              | 0                | 0                | 0                | 101              |
| 공명당           | 24               | 0                | 0                | 0                | 24               |
| 자유당           | 12               | 0                | 0                | 0                | 12               |
| 일본공산당       | 0                | 23               | 0                | 0                | 23               |
| 사회민주당       | 0                | 13               | 0                | 0                | 13               |
| 무소속           | 9                | 4                | 0                | 9                | 22               |
| 합계             | 166              | 71               | 5                | 9                | 251              |

## 반응

### 일본 국내 사회
오부치 총리가 법 통과에 열의를 보인 것은 "성문법에 의한 명확한 근거"에 따른 국가 상징의 사용을 확립했기 때문이다. 오부치 총리는 이것이 일본이 "21세기로 가는" 중요한 단계라는 견해를 보였다. 아키히토 천황은 자신의 생일인 1999년 12월 23일에 가진 기자회견에서 천황의 정치적 발언에 대한 헌법상의 금지 때문에 법률에 대한 언급을 회피했다. 그러나 아키히토 천황은 2004년에 요네나가 구니오 도쿄도 교육위원에게 교사와 학생들에게 국기와 국가를 예우하도록 강요하는 것은 바람직하지 않다고 유감을 표했다. 아키히토는 "교원 단체 총재는 본 법안이 한 나라의 상징에 대한 적절한 존중 의식을 심어 다른 나라의 국가를 야유하는 것과 같은 국제적인 사건을 줄일 수 있을 것이라고 믿고 법안을 높이 평가했다."라고 말했다. 또한 제2차 세계 대전에서 일어난 일본의 행동을 경멸하는 일부 국민들의 지적을 받았다. 그들은 일본 정부가 공식적인 사과를 하지 않는 한 -그러한 사건에 대한 "진정한 후회"로 표현되지 않는다면- 그들은 국기와 국가에 대해 자랑스러워 할 이유가 없다고 느꼈다. 오자와는 1999년에 이 법과 다른 일부 법안 통과를 새로운 미래를 향한 "무혈혁명"의 예고로 보았다.
일본의 교육계에서는 국가 상징 사용이 격돌한 주요 격전장이기도 했지만 반응은 엇갈렸다. 1999년 일본 문부성이 법률 통과 이후에 발표한 학습지도요령은 "입학식과 졸업식에서는 국기와 노래의 의미를 감안해 국기를 게양하고 학생들에게 기미가요를 부르도록 지시해야 한다."라고 규정하고 있다. 또한 1999년 일본 문부성이 제정한 소학교 학습지도요령에서는 "국제화가 진전된 상황에서 애국심과 일본인에 대한 인식 함양과 함께 일본의 국기와 기미가요에 대한 학교 아이들의 존경심을 국제화 사회에서 키워나가는 것이 중요하다."라고 강조했다.
반면 세라 고등학교가 위치한 히로시마현에서는 부정적인 반응이 주를 이뤘다. 히로시마현은 제2차 세계 대전의 직접적인 영향을 받은 2개의 도도부현 가운데 하나로서 부라쿠 해방 동맹과 같은 현지 단체와 교원 단체의 영향력으로 인해 국가 상징과 천황에 관한 정보가 좌시되었다. 여기서 이 법의 통과는 도도부현의 교육 관행과 배치되고 전쟁과 관련된 문제들을 해결할 수 없을 것 같은 "발표"로 여겨졌다.

### 국제 사회
일본 국외에서는 반응이 엇갈렸다. 중국과 대한민국에서는 1999년 히노마루와 기미가요의 공식 채택은 야스쿠니 신사의 지위, 미국과 일본 간의 군사 협력, 미사일 방어 시스템 개발 등과 같은 현안과 함께 논란의 대상이 되었다. 두 나라 모두 일본 제국에 점령된 이력이 있었고 일본의 우경화가 재무장을 부활시킬 것을 우려했다.
그러나 중국 외교부 대변인은 해당 법안이 "평화로운 미래를 향해 자신들의 나라를 움직이기 위해 일본인들이 스스로 해결해야 할 문제"라고 말했다. 싱가포르에서는 기성 세대들이 여전히 상징물에 대한 악감정을 품고 있었다. 필리핀 정부는 "일본이 군국주의로 회귀하지 않을 것이다. 법률의 목적은 공식적으로 2개의 국가 상징을 제정하는 것이며 모든 국가는 이를 이행할 권리가 있다."라고 말했다.

## 정치적 파장
민주당 의원들은 당 지도부에 의해 자신들의 소신에 따라 투표할 수 있게 되었고 당 지도부는 분열되었다. 하토야마는 반대파를 무릅쓰고 민주당 간사장이었던 하타 쓰토무와 함께 법안에 찬성표를 던졌다. 간 총재는 법안에 반대표를 던졌다. 민주당을 제외한 각 정당은 엄정하게 당론에 따라 투표했는데 당의 기강을 어긴 정당은 없었다. 아이러니하게도 하토야마는 법안에 대한 자신의 표를 동료 민주당원들에게 통합을 위한 요구로 사용하기를 원했다. 그러나 민주당 소속 의원 가운데 절반이 법안을 지지하면서 반대 표의 숫자는 줄어들었고 법안의 통과는 더 쉬워졌다. 이러한 민주당의 표결 분열은 소속 의원들의 단결력 부족을 보여주었다.
법안 통과에 영향을 미친 또 다른 요인은 자유민주당, 자유당, 공명당의 연합이었다. 일본 국회에서는 자유민주당과 자유당의 연립정부가 중의원(하원)에서는 과반수를 차지했지만 참의원(상원)에서는 그렇지 못했다. 자유민주당 지도부는 오자와가 1993년 자유민주당을 탈당했다는 이유로 배신자로 여겼지만 자유민주당은 오자와와 자유당이 지배할 연립정부를 구성할 필요가 있었다. 공명당은 하원 의석 수(52석)가 상대적으로 적었고 자유민주당과는 정책적인 공통점이 없었지만 집권 내각의 일원이라는 생각에 빠져서 법안 통과 과정에서 자유민주당을 지지했다. 사회민주당은 연합에 참여하기 위해 국가 상징에 대한 반대, 미국과의 안보 조약, 자위대의 존재와 같은 주요 당론을 포기해야 했다. 사회민주당의 양보에도 불구하고 자유민주당은 사회민주당이 옹호하는 전통적인 강령을 발전시키지 않았다. 토론 내내 자신의 입장을 고수하는 유일한 정당은 일본공산당이었으며 공명당, 자유당, 사회민주당은 법안을 지지하기 위해 편을 바꾸었다.
이러한 표심 전환은 재팬 타임스의 기자로 하여금 법안 통과에 대한 일본 정치의 합리성에 의문을 제기하게 만들었다. 이 법은 1992년 제정된 《유엔의 평화 유지 활동 및 그 외의 활동을 위한 협력에 관한 법률》 이후 가장 논란이 많은 법 가운데 하나로 일본국 헌법 제9조를 위배한 것으로 알려져 있다. 일본국 헌법은 일본이 "국제 분쟁을 해결하기 위한 수단으로서의 무력 사용을 포기할 것"을 요구하고 있다.

## 집행과 소송
법이 통과되자 오부치 총리를 비롯한 관계자들은 국기와 국가가 일상생활에서 사용되는 것을 규제할 의도가 전혀 없다고 밝혔다. 그러나 1999년 일본 문부성이 발표한 국기 및 국가에 관한 법률과 관련된 학습지도요령에서는 "학교는 입학식과 졸업식에서 국기와 국가의 의미를 고려하여 일본의 국기를 게양하고 학생들에게 기미가요를 부르도록 지시해야 한다."라고 명시되어 있다.
2003년에는 도쿄도에서 기미가요에 관한 명령이 제정되었다. 시의 명령 가운데 하나로 학교 이사회나 관계자들이 국가가 연주되는 동안에 서 있지 않거나 부르지 않는 교사들의 이름을 기록하도록 되어 있고 의식 중에는 학생들에게 국기를 보여주어야 한다고 명시되어 있다. 제재는 견책, 재교육 과정, 임금 삭감, 해고 등 다양했으며 이시하라 신타로 도쿄도지사는 이러한 절차를 장려했다. 2004년에는 243명의 교사가 징계를 받았고 67명의 교사가 정책을 따르지 않거나 학생들에게 2가지 국가 상징을 지키지 말라고 지시하여 경고를 받았다.
후쿠오카현의 한 도시에서는 학생들이 기미가요를 얼마나 크게 불렀는지 학교별로 측정해서 등급을 매겼지만 규정을 지키지 않았다는 이유로 대규모 처벌을 내린 것은 도쿄도가 유일했다. 도쿄도 교육위원회에 따르면 2004년 이후에 약 400명 이상의 사람들이 처벌을 받았다.
이러한 도쿄도의 명령이 "사상과 양심의 자유"를 명시한 일본국 헌법 제19조에 위반된다며 이의를 제기하는 소송이 여러 건 제기되었다. 도쿄도 지방재판소는 교사들에게 서서 노래를 부르도록 강요할 수 없다고 판결했다. 그러나 이 결정은 도쿄도 고등재판소가 항소심에서 헌법 위반이 아니다고 판결하면서 번복되었다. 일본의 재판소(법원)에서는 기미가요에 관한 도쿄도 명령의 합헌성 여부에서부터 처벌받은 교사들에 대한 배상까지 12건이 넘는 소송이 접수되었다. 2011년에는 일본 최고재판소가 기미가요에 관한 도쿄도의 명령과 관련된 판결을 기각했다. 도쿄도 고등재판소는 교사들에게 기미가요가 연주될 때에 서 있는 것을 요구하는 것이 헌법에 위배되지 않는다고 판결했다. 2011년 6월 3일에는 오사카부 의회가 교사를 비롯한 오사카시의 교직원들이 기미가요가 연주될 때에 서서 부르도록 하는 조례를 통과시켰다.

## 같이 보기
- 일본의 기 목록

## 참고 자료

### 참고 문헌
서적
- Amyx, Jennifer; Drysdale, Peter (2003), 《Japanese Governance: Beyond Japan Inc.》 (영어), Routledge, ISBN 978-0-415-30469-6
- Aspinall, Robert W. (2001), 《Teachers' Unions and the Politics of Education in Japan》 (영어), State University of New York Press, ISBN 978-0-7914-5050-5
- Boyd, Richard; Ngo, Tak-Wing (2006), 《State Making in Asia》 (영어), Routledge, ISBN 978-0-415-34611-5
- Goodman, Roger; Neary, Ian (1996), 《Case Studies on Human Rights in Japan》 (영어), Routledge, ISBN 978-1-873410-35-6
- Hebert, David G. (2011), 〈National Identity in the Japanese School Band〉, 《Wind Bands and Cultural Identity in Japanese Schools》, Landscapes: the Arts, Aesthetics, and Education (영어) 9, Springer, 239–250쪽, doi:10.1007/978-94-007-2178-4_16, ISBN 978-94-007-2178-4
- Hood, Christopher (2001), 《Japanese Education Reform: Nakasone's Legacy》 (영어), Routledge, ISBN 978-0-415-23283-8
- Itoh, Mayumi (2003), 《The Hatoyama Dynasty: Japanese Political Leadership Through the Generations》 (영어), Palgrave Macmillan, ISBN 978-1-4039-6331-4
- Lall, Marie; Vickers, Edward (2003), 《Education as a Political Tool in Asia》 (영어), Routledge, ISBN 978-0-415-45259-5
- McCormack, Gavan (2001), 《The Emptiness of Japanese Affluence》 (영어), M. E. Sharpe, ISBN 978-0-7656-0768-3
- Okano, Kaori; Tsuchiya, Motonori (1999), 《Education in Contemporary Japan》 (영어), Cambridge University Press, ISBN 978-0-521-62686-6
- Reed, Steven (2003), 《Japanese Electoral Politics: Creating a New Party System》 (영어), Routledge, ISBN 978-0-415-31140-3
- Stockwin, James (2003), 《Dictionary of the Modern Politics of Japan》 (영어), Routledge, ISBN 978-0-415-15170-2
- Takenaka, Yoshiharu (2003), 《知っておきたい国旗・旗の基礎知識》 (일본어), Gifu Shimbun, ISBN 978-4-87797-054-3
- Turnbull, Stephen; Howard Gerrard (2001), 《Ashigaru 1467–1649》, Osprey Publishing, ISBN 978-1-84176-149-7[깨진 링크(과거 내용 찾기)]
- Williams, David; Kersten, Rikki (2006), 《The Left in the Shaping of Japanese Democracy》 (영어), Routledge, ISBN 978-0-415-33435-8

법률
- 《明治3年太政官布告第57号》 (일본어), Government of Nara Prefecture, 1870년 2월 27일, 2011년 6월 8일에 원본 문서에서 보존된 문서, 2010년 2월 6일에 확인함
- 《Constitution of Japan》 (영어), Official Website of the Prime Minister of Japan and His Cabinet, 1946년 11월 3일, 2011년 4월 9일에 원본 문서에서 보존된 문서, 2010년 10월 13일에 확인함
- 《自衛隊法施行令》 (일본어), Government of Japan, 1954년 6월 30일, 2008년 4월 7일에 원본 문서에서 보존된 문서, 2008년 1월 25일에 확인함
- 《国旗及び国歌に関する法律 (法律第百二十七号)》 (일본어), Government of Japan, 1999년 8월 13일, 2010년 5월 21일에 원본 문서에서 보존된 문서, 2010년 2월 6일에 확인함
- 《国旗及び国歌の取扱いについて》 (일본어), Police of the Hokkaido Prefecture, 1999년 11월 18일, 2008년 5월 6일에 원본 문서에서 보존된 문서, 2010년 1월 14일에 확인함
- 《国旗及び県旗の取扱いについて》 (PDF) (일본어), Police of Kanagawa Prefecture, 2003년 3월 29일, 2011년 10월 4일에 원본 문서 (PDF)에서 보존된 문서, 2010년 10월 22일에 확인함
- 《海上自衛隊旗章規則》 (PDF) (일본어), Ministry of Defense, 2008년 3월 25일, 2009년 9월 25일에 확인함